# Route nationale 17 (France)
Pour les articles homonymes, voir N17 et Route nationale 17.
La route nationale 17, ou RN 17, est une route nationale française reliant Sainte-Catherine-lès-Arras à Avion, sur l’axe Lens – Arras. Elle a le statut de voie express à 2 × 2 voies. 
La construction initiale de cette route date de 1824. Entre 1978 et 2006, elle reliait Le Blanc-Mesnil à Libercourt et Lille à Halluin et à la Belgique ; ce tracé est le résultat de profondes modifications ayant accompagné les déclassements des années 1970.
Son déclassement résulte d'un décret du 5 décembre 2005, sauf pour le tronçon Arras - Lens de l'ancienne RN 25, qui devait être conservé dans l'attente de la construction de l'A 24, avant que ce projet ne soit finalement abandonné en août 2010. 
Depuis le 1er janvier 2006 (transfert des RN aux départements), la section traversant le territoire du Pas-de-Calais est numérotée D 917. Dans le Val-d'Oise, la route est désormais renumérotée D 317. Dans l'Oise et la Somme, la numérotation est devenue D 1017. Depuis le 1er janvier 2007, la section traversant le territoire de la Seine-Saint-Denis est devenue D 917 mais était numérotée N 17 jusqu'en 2025.

## Parcours actuel
Ce qui reste de la RN 17 (et qui appartenait à la RN 25 jusqu’en 1978) est une voie express, interrompue seulement par deux giratoires à Thélus et Vimy. La route est intégralement en 2 × 2 voies avec la mise en service du doublement de la section Vimy — Avion en aout 2020, malgré quelques problèmes sur le pont enjambant la rue Achille-Thumerelle.
- Échangeur entre RN 50, RN 425 et RN 17 : Béthune, Bruay-la-Buissière, Le Touquet, Abbeville, Amiens, Écurie, Sainte-Catherine

Début de la section conservée dans le domaine national ; voie express par continuité avec la RD 917
- Roclincourt (RD 60) : Roclincourt, Écurie, Sainte-Catherine
- Échangeur entre A26 et RN 17 : Reims, Cambrai, Calais, Béthune
- Carrefour giratoire entre RD 917 et RN 17 :
  - D 917 : Vimy, Thélus
  - N 17 : Lens, Liévin, A21

Déviation de Thélus et Vimy (l’ancien tracé est déclassé en RD 917)
- Carrefour giratoire entre RD 917 et RN 17 : 
  - D 917 : Vimy, Givenchy-en-Gohelle
  - N 17 : Lens, Lièvin, Avion
- Avion - République (RD 40) : Avion, Méricourt, Rouvroy, Bois-Bernard
- Avion - centre : Avion, Parc de la Glissoire, Centre Technique et Sportif de la Gaillette
- Lens - sud (RN 17) : Stade Bollaert-Delelis, Louvre-Lens, Lens - centre, Éleu-dit-Leauwette, Liévin

 Fin de la voie express et début de l’autoroute A211. 
Bien que la RN 17 actuelle se trouve dans le prolongement direct de l’A211 vers l’agglomération d’Arras, son absorption par cette dernière ne semble pas d’actualité.

## Parcours historiques

### Du Blanc-Mesnil à Péronne
Ce tronçon a toujours appartenu à la route nationale 17 dès les origines excepté la section du Le Blanc-Mesnil à La Patte d'Oie de Gonesse qui appartenait autrefois à la route nationale 2.

#### Du Blanc-Mesnil à Senlis (RD 917, RD 317, RD 1017)

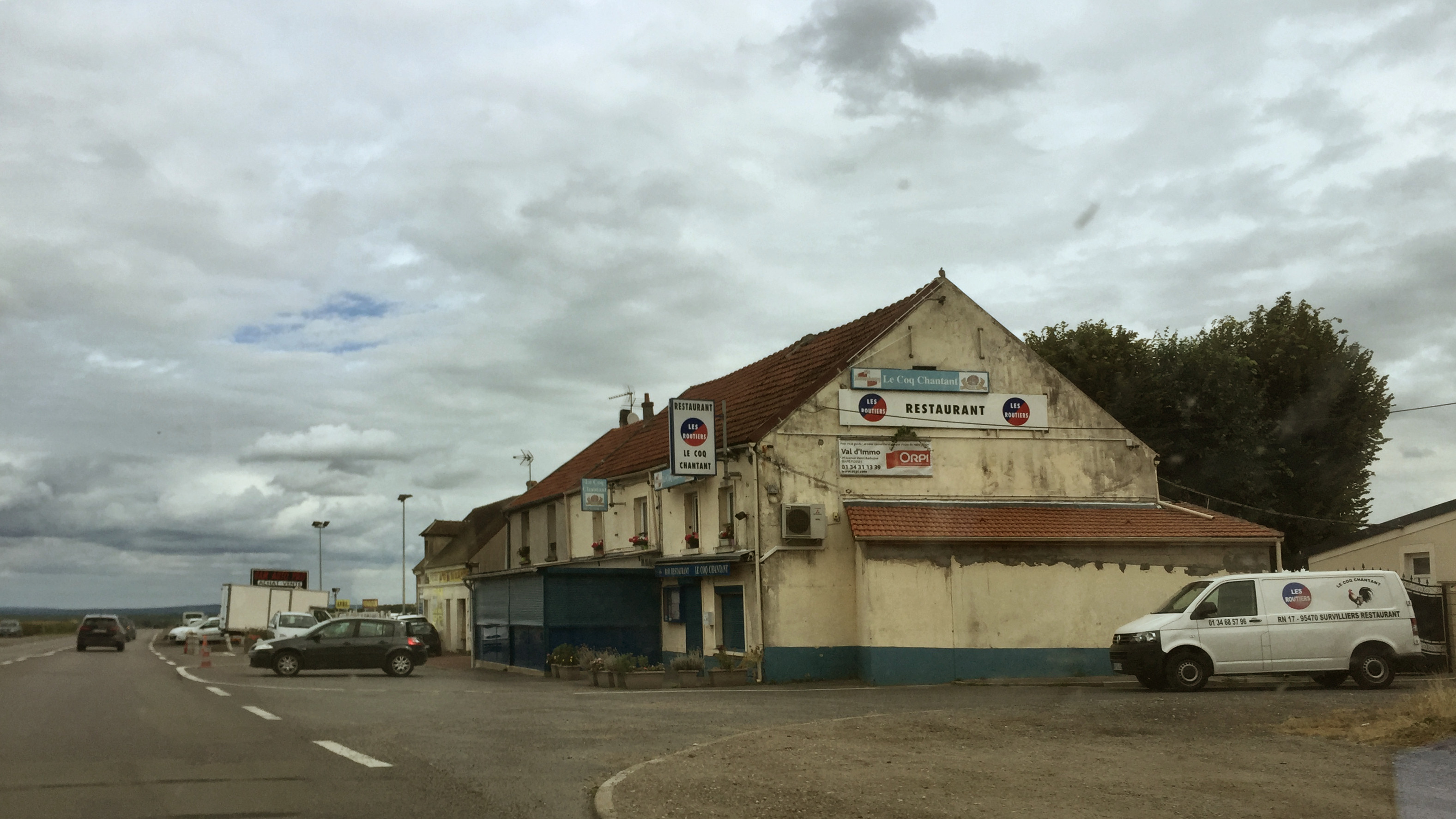
Survilliers (La Chapelle-en-Serval).

- Le Blanc-Mesnil, Dugny RD 917 (km 0)
- Le Pont-Yblon, commune du Blanc-Mesnil et de Dugny (km 0,7)
- La Patte d'Oie de Gonesse RD 317 (km 7)
- Vaudherland (km 9)
- Louvres (km 14)
- La Chapelle-en-Serval RD 1017 (km 24)
- Pontarmé (km 27)
- Senlis (km 33)

#### De Senlis à Cuvilly (RD 1017)
- Senlis (km 33)
- Fleurines (km 41)
- Pont-Sainte-Maxence (km 46)
- Les Ageux (km 48)
- Saint-Martin-Longueau (km 50)
- Blincourt (km 55)

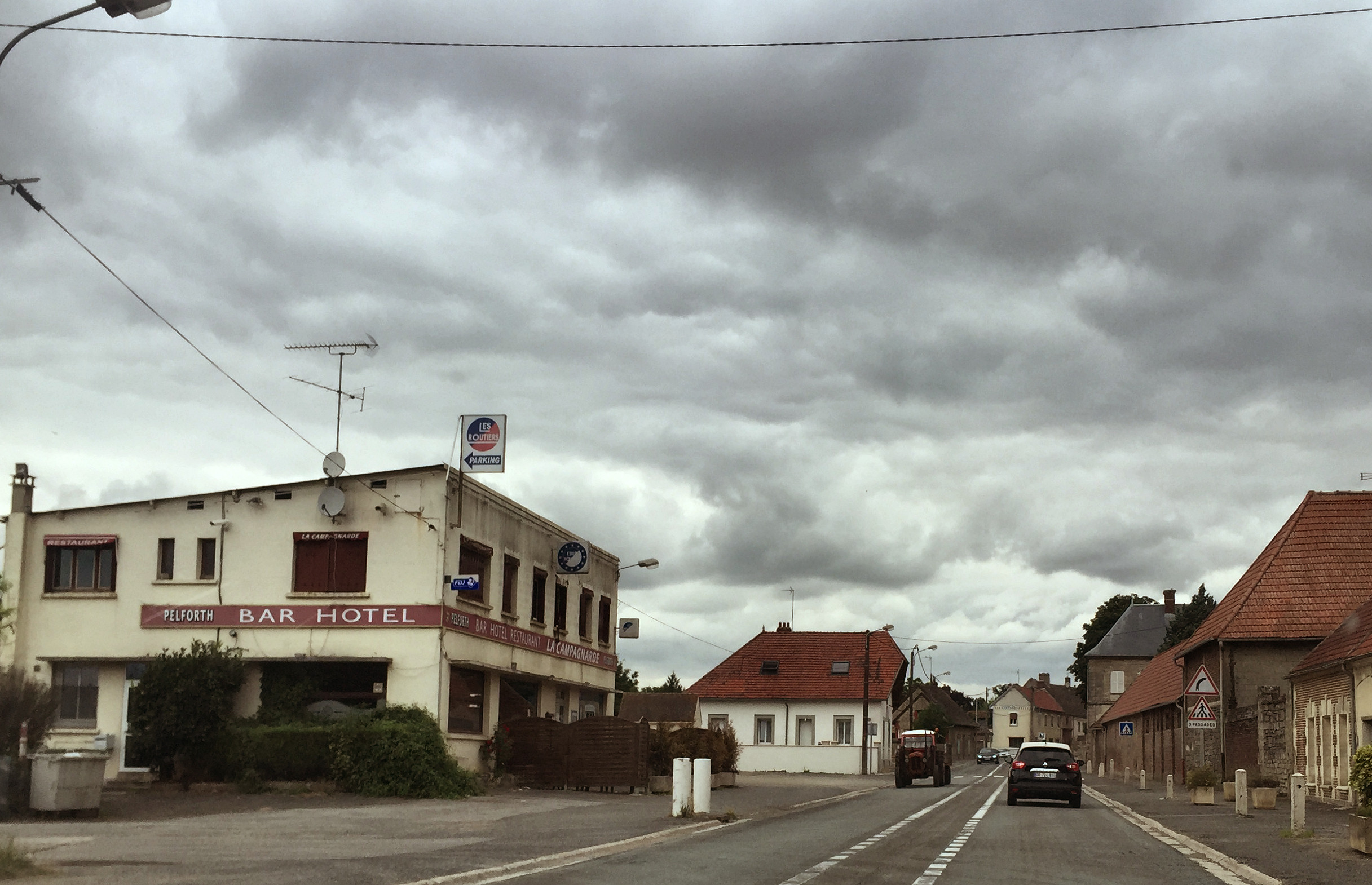
Cuvilly (Oise).

- Bois de Lihus, commune de Moyvillers (km 58)
- Estrées-Saint-Denis (km 60)
- La Sucrerie, hameau de Francières (km 62)
- Bellevue, commune d'Hémévillers (km 65)
- Gournay-sur-Aronde (km 68), déviée
- Saint-Maur, commune de Gournay-sur-Aronde (km 73)
- Cuvilly (km 76)

#### De Cuvilly à Péronne (RD 1017)

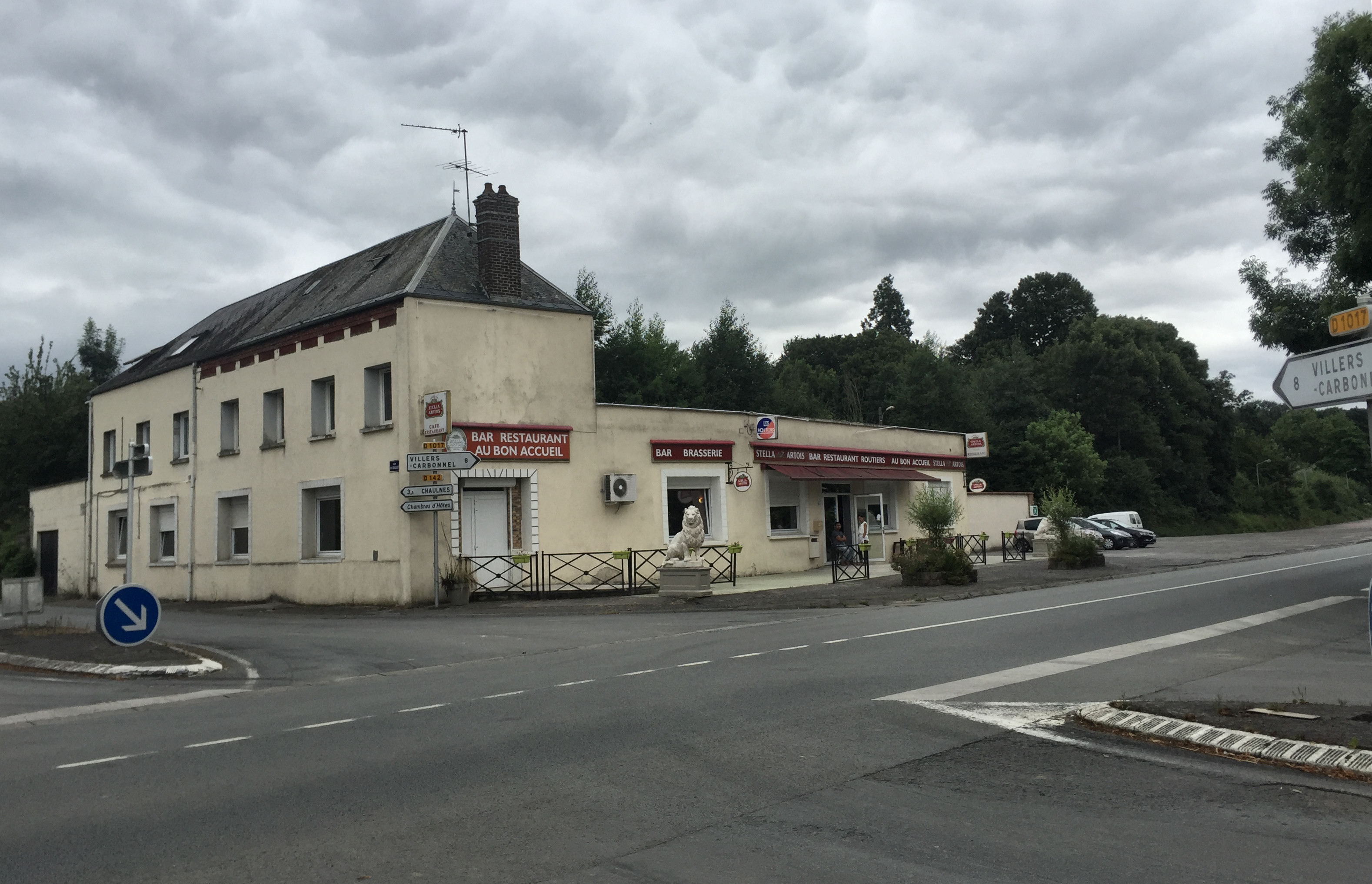
Omiécourt (Somme).

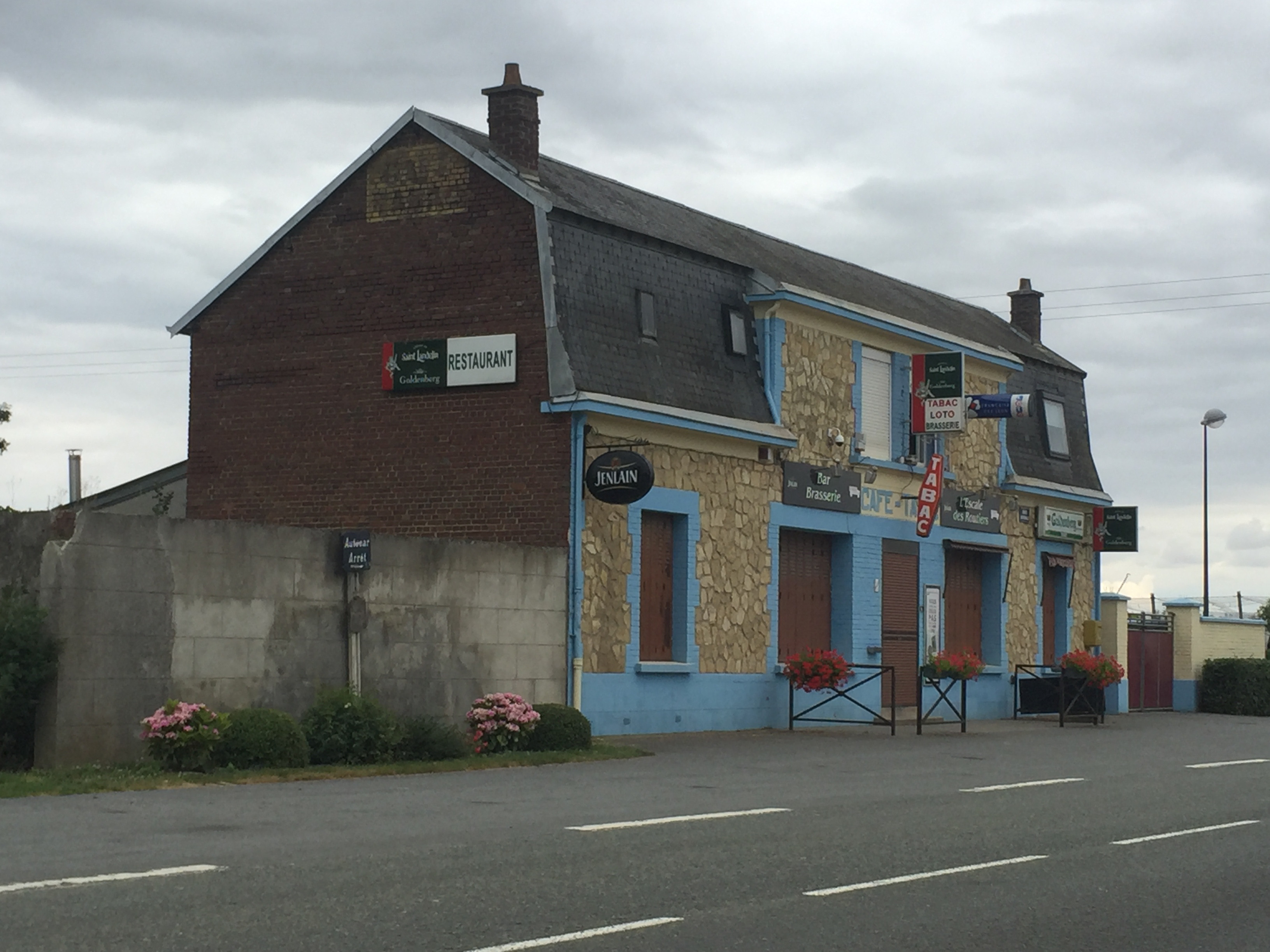
Fresnes-Mazancourt (Somme).

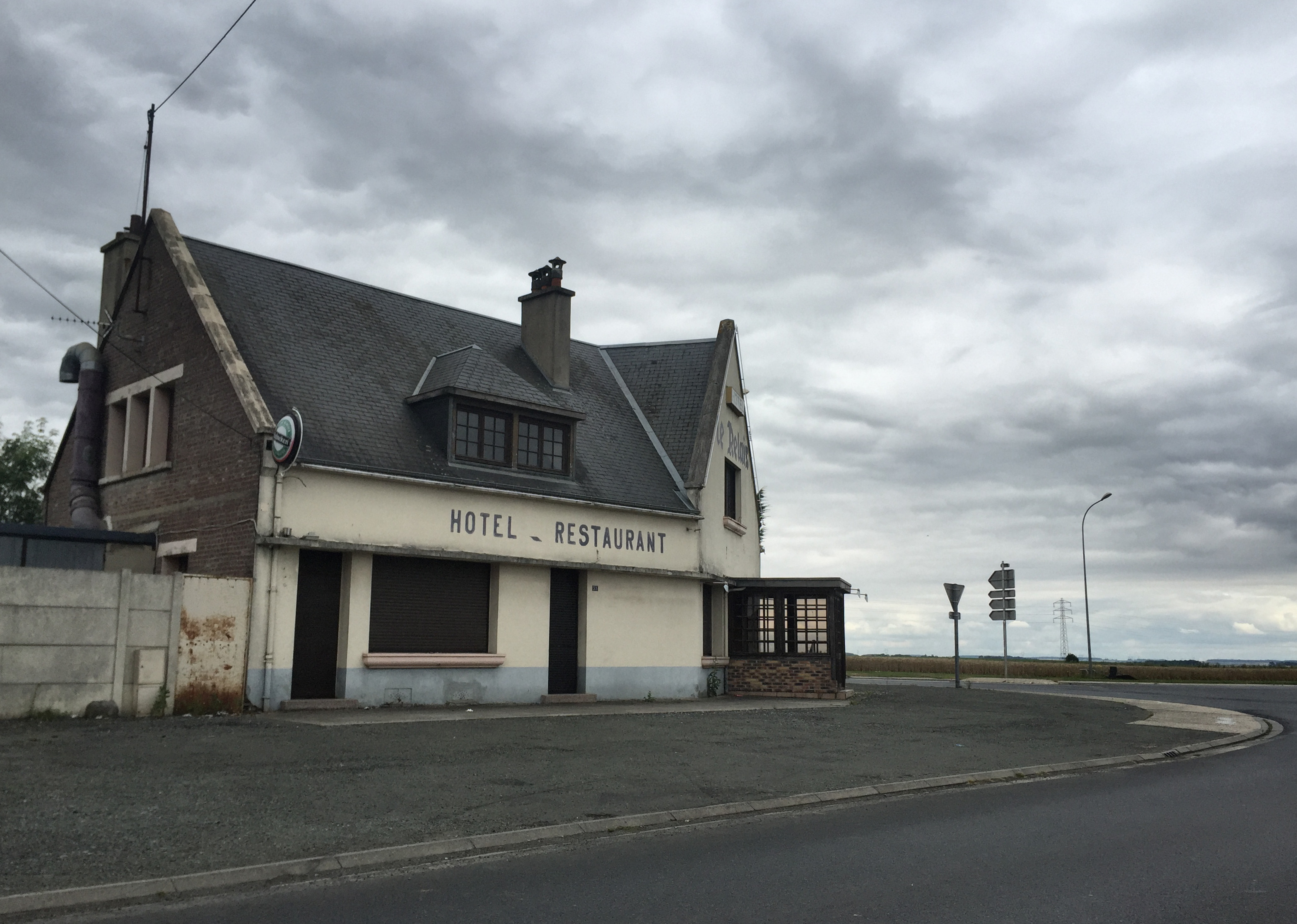
Villers-Carbonnel (Somme).

- Cuvilly (km 76)
- Orvillers (km 78)
- Conchy-les-Pots (km 81)
- Tilloloy (km 87)
- Roye (km 95)
- Liancourt-Fosse (km 101)
- Fonches-Fonchette (km 104)
- Omiécourt (km 108)
- Marchélepot (km 111)
- Villers-Carbonnel (km 117)
- Péronne (km 124)

### De Péronne à Lille
La RN 17 a changé de tracé entre ces deux villes. Le tracé actuel correspond à la réunion de tronçons ayant appartenu à l'ancienne route nationale 37 (de Péronne à Arras) et à l'ancienne route nationale 25 (d'Arras à Carvin). À Carvin, la RN 17 se dirige vers l'A1 qu'elle rejoint à l'échangeur no 18 à Libercourt. L'ancien tracé de la route nationale 25 de Carvin à Lille a été déclassé en RD 925 de Carvin à Seclin et en RD 549 de Seclin à Lille.
L'ancien tracé de la RN 17 passait par :
- Bonavis suivant un tracé aujourd'hui déclassé en RD 917 ;
- puis Cambrai suivant la RN 44 (déclassée en RD 644) ;
- puis Douai suivant la RN 43 (déclassée en RD 643) ;
- puis Pont-à-Marcq suivant un tracé aujourd'hui déclassé en RD 917 ;
- puis Lille suivant une route qui n'existe plus entre Ennetières et Lesquin du fait de l'extension de l'aéroport de Lille-Lesquin, ces deux portions étant, elles aussi, déclassées en RD 917.

#### Tracé actuel de Péronne à Bapaume (RD 1017, RD 917)
- Péronne (km 124)

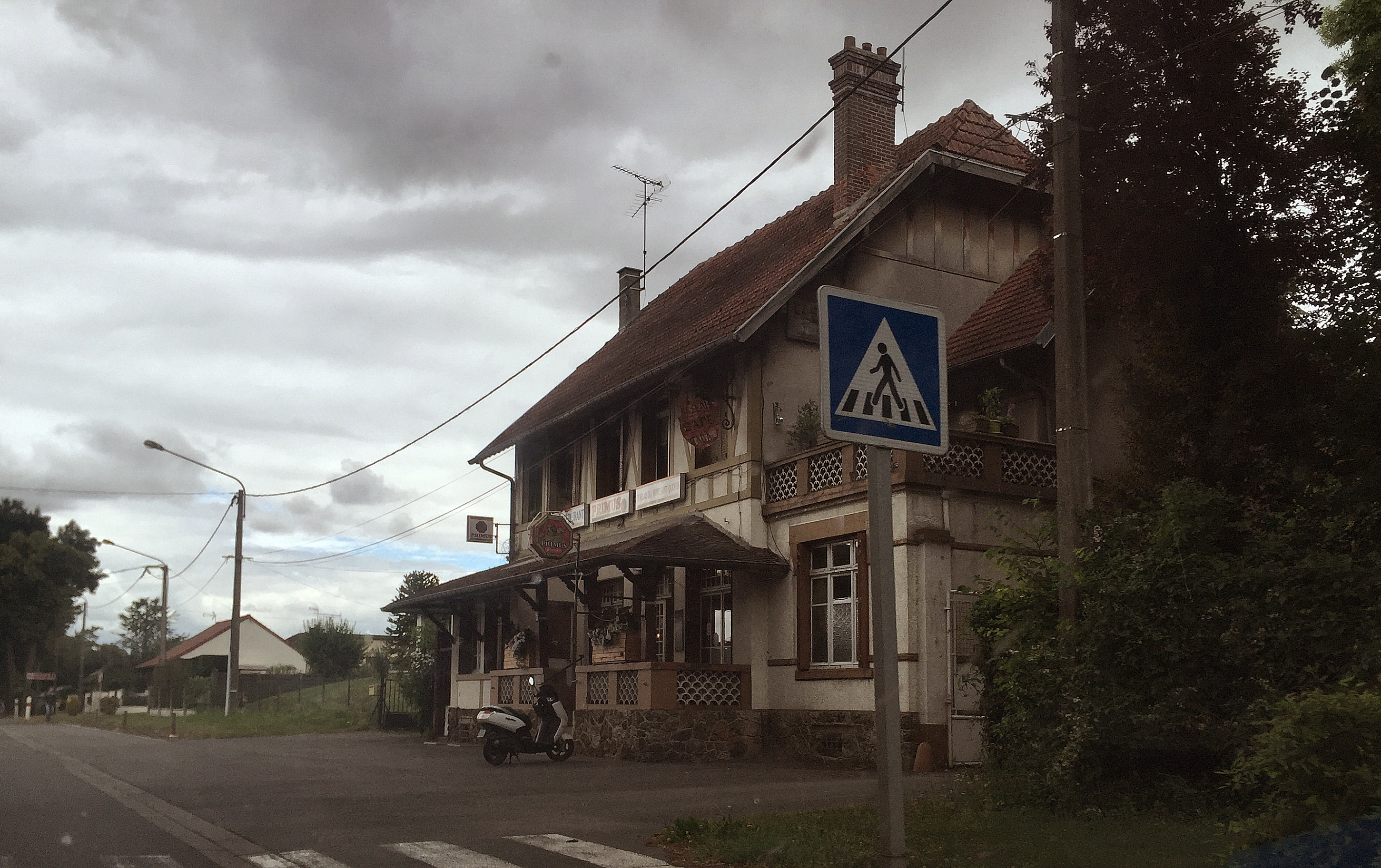
Péronne (Somme).

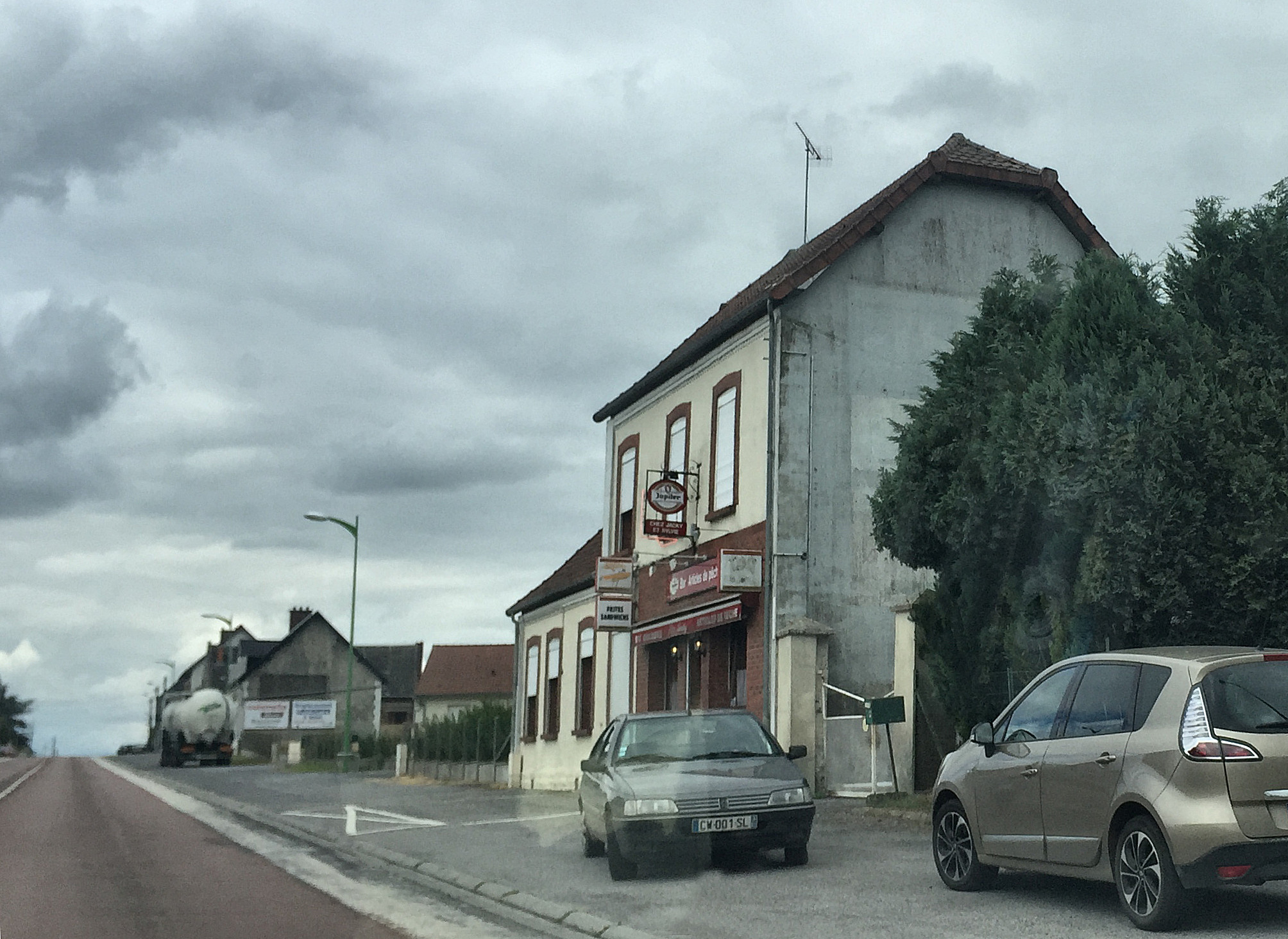
Sailly-Saillisel (Somme).

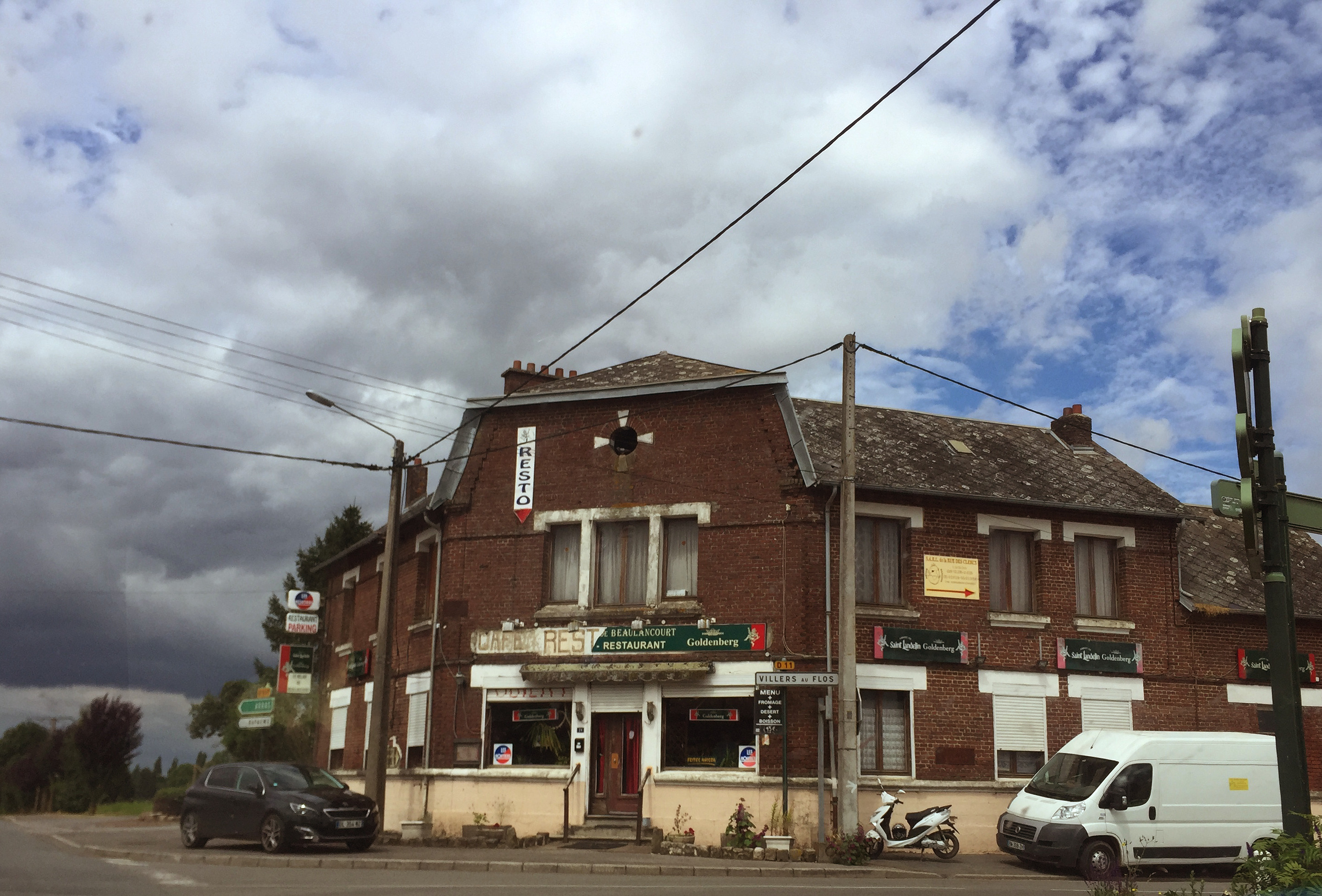
Beaulencourt (Pas-de-Calais).

- Feuillaucourt, commune d'Allaines (km 127)
- Bouchavesnes-Bergen (km 130)
- Rancourt (km 133)
- Sailly-Saillisel (km 136)
- Le Transloy (km 140) RD 917
- Beaulencourt (km 142)
- Bapaume (km 145)

#### Tracé actuel de Bapaume à Arras (RD 917)

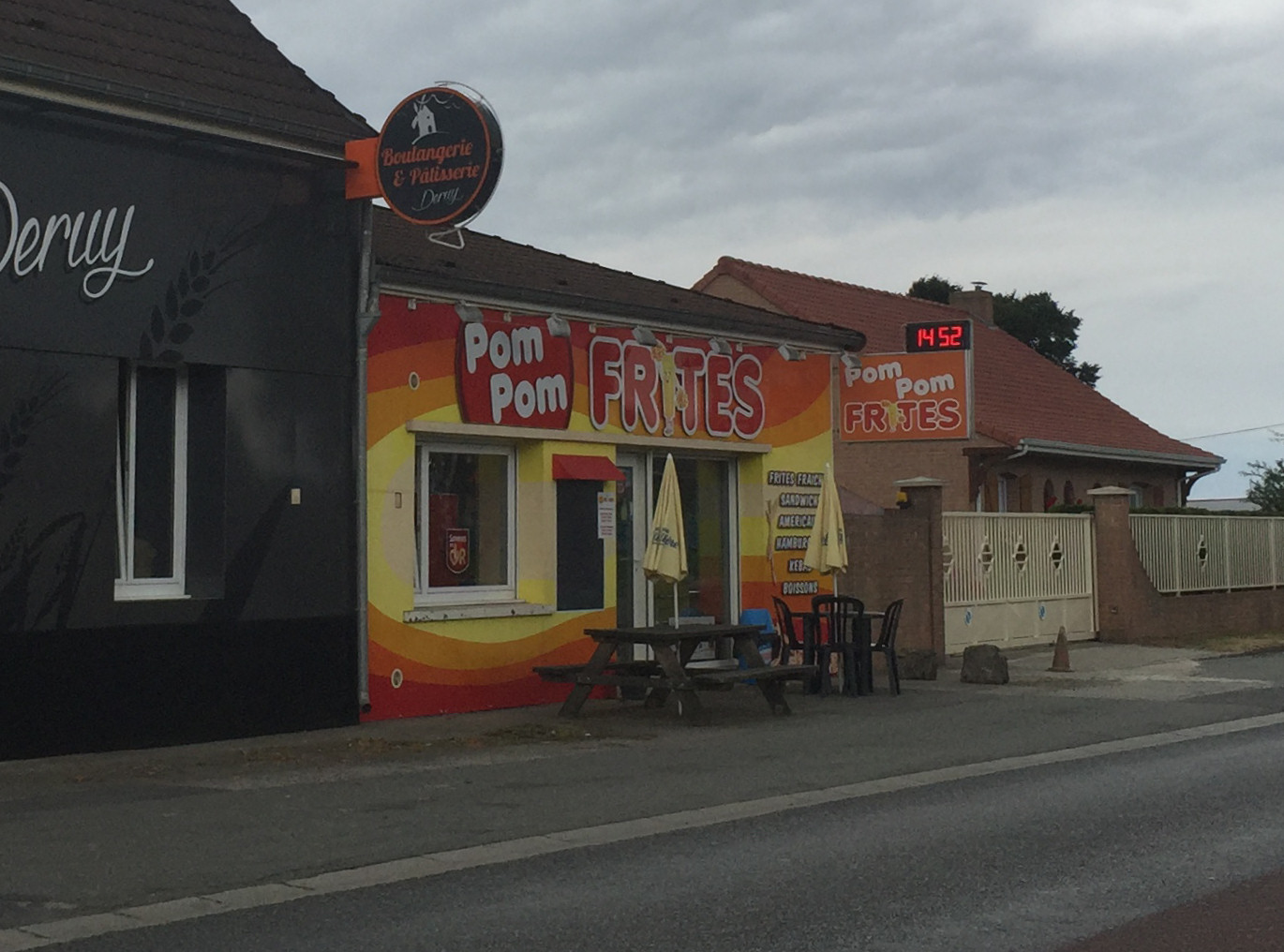
Béhagnies (Pas-de-Calais).

- Bapaume (km 145)
- Sapignies (km 149)
- Béhagnies (km 150)
- Ervillers (km 152)
- Boyelles (km 157)
- Boiry-Becquerelle (km 158)
- Mercatel (km 161)
- Beaurains (km 164)
- Achicourt (km 165)
- Arras (km 167)

#### Tracé actuel d'Arras à Libercourt (RN 17, RD 917)
La route est à 2×2 voies entre Arras et Vimy.
- Arras (km 167) RD 917
- Saint-Nicolas-lès-Arras (km 169)
- Vert-Tilleul, commune de Thélus (km 175) RD 917
- Vimy (km 177) RD 917
- Avion (km 183) RN 17
- Éleu-dit-Leauwette (km 183) RN 17
- Lens (km 185) RD 917
- Loison-sous-Lens (km 188)
- Carvin (km 197)
- Libercourt (km 199)

#### De Lille à Halluin (M 617)
- Lille (km 221) M 617
- La Madeleine (km 223)
- Marcq-en-Barœul (km 225)
- Bondues (km 228)
- Roncq (km 234)
- Halluin (km 237) M 617
- Menin (Belgique) RN 32 (nl) (km 239)

#### Ancien tracé de Péronne à Cambrai (RD 917 & RN 44)
- Péronne RD 917
- Aizecourt-le-Haut
- Nurlu
- Fins
- Gouzeaucourt RD 917
- Bonavis, commune de Banteux RD 644
- Masnières
- Rumilly-en-Cambrésis
- Cambrai  RD 644

#### Ancien tracé de Cambrai à Douai (RN 43)
- Cambrai RD 643
- Neuville-Saint-Rémy
- Aubencheul-au-Bac
- Aubigny-au-Bac
- Bugnicourt
- Cantin
- Les Épis, commune de Sin-le-Noble
- Douai  RD 643

#### Ancien tracé de Douai à Lille (RD 917)
- Douai RD 917
- Râches
- Raimbeaucourt
- Bersée
- Nouveau-Jeu, commune de Mérignies
- Pont-à-Marcq
- Le Pont-Thibault, commune d'Ennevelin
- Ennetières, commune d'Avelin
- Lesquin
- Faches-Thumesnil
- Ronchin
- Lille RD 917

## Voie express

### Dans le Val-d'Oise
- Les Tulipes (RD 370) : Gonesse, Sarcelles, Aulnay-sous-Bois, (A1 - A3 - A170)
- Échangeur entre RD 317 et RD 170 (Avenue du Parisis) : Gonesse, Sarcelles, (A1 - A3 - A170) (tiers-échangeur)
- Le Thillay (RD 47) : Gonesse, Le Thillay - Z. A Haute
- Vaudherland : Le Thillay - Z. A Basse, Vaudherland (demi-échangeur ; de et vers l'RN 104)
- La Talmouse (RD 47A - RD 902A) : Roissy-en-France, Charles-de-Gaulle, Goussainville, Le Thillay - centre
- Carrefour giratoire entre RD 317 et RN 104 (Francilienne) : 
  - N 104 Est : Paris, Senlis Péage (A1), Charles-de-Gaulle
  - D 317 : Louvres - centre, Senlis  -7,5t
  - N 104 Ouest : Cergy-Pontoise (A15), A16, Louvres - Gare, Parcs d'Activités, Villiers-le-Bel

### Dans le Pas-de-Calais
Une courte section d’1,5 km de voie express a été déclassée en RD 917 dans le Pas-de-Calais. Pour le tronçon de voie express conservé dans le domaine national, voir ci-dessus.
- Échangeur entre RD 950 et RD 917 : Hénin-Beaumont, Lille (A1), Douai, Saint-Laurent-Blangy, Vitry-en-Artois, Bailleul-Sir-Berthoult, Écurie
- Saint-Nicolas (C2) : Roclincourt, Saint-Nicolas
- Échangeur entre RN 50, RN 425 et RD 917 : Sainte-Catherine, Béthune, Bruay-la-Buissière, Le Touquet, Abbeville, Amiens, Écurie